# European Color Initiative
Die European Color Initiative (ECI) ist eine Expertengruppe, die sich mit der medienneutralen Verarbeitung von Farbdaten in digitalen Publikationssystemen beschäftigt. 
Sie wurde im Juni 1996 auf Initiative der Verlagshäuser Bauer, Burda, Gruner+Jahr und Springer in Hamburg gegründet. 
Auf der Webseite finden sich kostenlos diverse ICC-Profile für die Farbrichtige Produktion zum Download wie beispielsweise das genormte ECI-RGB-Profil (seit dem 16. April 2007 in Version 2 erhältlich) als empfohlener Arbeitsfarbraum für die Bildschirmanzeige. Außerdem sind dort auch Testcharts zur Gerätecharakterisierung erhältlich.
Vorsitzender der ECI ist seit 2007 der Berliner Software-Unternehmer und Sachbuchautor Olaf Drümmer.